# Chmielisko
Chmielisko (biał. Хмеліска, Chmieliska, ros. Хмелиско, Chmielisko) – wieś na Białorusi, w obwodzie grodzieńskim, w rejonie brzostowickim, w sielsowiecie Brzostowica Wielka.

## Geografia
Wieś położona jest 52 km na południe od Grodna i 6,9 km od granicy polsko-białoruskiej. Zabudowa rozmieszczona jest wzdłuż jednej, krętej drogi ciągnącej się ze wschodu na zachód.

## Historia
W czasie I wojny światowej wieś była okupowana przez Niemców. Na początku 1919 roku, po ich wycofaniu się, została zajęta przez Wojsko Polskie. 7 czerwca 1919 roku, wraz z całym powiatem grodzieńskim, weszła w skład okręgu wileńskiego Zarządu Cywilnego Ziem Wschodnich – tymczasowej polskiej struktury administracyjnej. Ok. 24 lipca 1920 roku, podczas ofensywy Tuchaczewskiego, została zajęta przez Armię Czerwoną, następnie odzyskana przez Polskę. 20 grudnia 1920 roku włączona wraz z powiatem do okręgu nowogródzkiego. Na mocy traktatu ryskiego formalnie weszła w skład II Rzeczyspolitej. Od 19 lutego 1921 roku w województwie białostockim, w powiecie grodzieńskim, w gminie Brzostowica Wielka. W 1921 roku we wsi było 7 domów mieszkalnych. W 1930 roku we wsi było 10 budynków.
W wyniku napaści ZSRR na Polskę we wrześniu 1939 roku miejscowość znalazła się pod okupacją radziecką. 2 listopada została włączona do Białoruskiej SRR. 4 grudnia 1939 roku włączona do nowo utworzonego obwodu białostockiego. Od czerwca 1941 roku pod okupacją niemiecką. 22 lipca 1941 roku włączona w skład okręgu białostockiego III Rzeszy. W 1944 roku ponownie zajęta przez wojska radzieckie i włączona do obwodu grodzieńskiego Białoruskiej SRR. Od 1991 roku miejscowość wchodzi w skład niepodległej Białorusi.

## Demografia
Według spisu powszechnego z 1921 roku wieś zamieszkana była przez 53 osoby, w tym 37 Białorusinów i 16 Polaków. Prawosławie wyznawało 49 mieszkańców wsi, katolicyzm – 4.